# NGC 6085
NGC 6085 (другие обозначения — UGC 10269, MCG 5-38-34, ZWG 167.44, NPM1G +29.0373, PGC 57486) — спиральная галактика (Sa) в созвездии Северная Корона.
Этот объект входит в число перечисленных в оригинальной редакции «Нового общего каталога».